# نظام مولاهویزه
نظام مولاهویزه (زادهٔ ۱۳۴۴ در دشت آزادگان) نمایندهٔ حوزهٔ انتخابیهٔ دشت آزادگان در دورهٔ هفتم مجلس شورای اسلامی بوده‌است.